# Fernando Navarro
Fernando Navarro Corbacho (Barcellona, 25 giugno 1982) è un ex calciatore spagnolo, di ruolo difensore.

## Caratteristiche tecniche
Nato come terzino sinistro, poteva giocare all'occorrenza anche come difensore centrale.

## Carriera

### Club
Dopo aver acquistato sempre maggiore importanza all'interno del club catalano, sembrava che Navarro fosse il sostituto ideale di Sergi, trasferitosi all'Atlético Madrid nel 2002. Un brutto infortunio al ginocchio, però, causò la partenza dal club della sua città.
Dopo un infruttuoso prestito all'Albacete, il Barcellona spedì Navarro al Maiorca. Dopo un bel campionato, la squadra decise di riscattarlo.
Durante il campionato d'Europa 2008, Navarro è passato dal Maiorca al Siviglia, per 5 milioni di euro dove in sette anni, globalmente in tutte le competizioni, ha collezionato 282 presenze senza mai segnare.

### Nazionale
Debutta a Santander il 4 giugno 2008 in amichevole contro la nazionale statunitense successivamente è stato convocato dal commissario tecnico Luìs Aragonès per disputare il campionato d'Europa 2008 dove gioca nella terza ed ultima partita del girone eliminatorio della competizione, vinta per 2-1 contro la Grecia.

## Statistiche

### Presenze e reti nei club
Statistiche aggiornate al 22 maggio 2018 .
| Stagione           | Squadra             | Campionato         | Campionato | Campionato | Coppe nazionali | Coppe nazionali | Coppe nazionali | Coppe continentali | Coppe continentali | Coppe continentali | Altre coppe | Altre coppe | Altre coppe | Totale | Totale |
| Stagione           | Squadra             | Comp               | Pres       | Reti       | Comp            | Pres            | Reti            | Comp               | Pres               | Reti               | Comp        | Pres        | Reti        | Pres   | Reti   |
| ------------------ | ------------------- | ------------------ | ---------- | ---------- | --------------- | --------------- | --------------- | ------------------ | ------------------ | ------------------ | ----------- | ----------- | ----------- | ------ | ------ |
| 2000-2001          | Barcellona B        | PD                 | 25         | 0          | -               | -               | -               | -                  | -                  | -                  | -           | -           | -           | 25     | 0      |
| 2001-2002          | Barcellona B        | PD                 | 38         | 0          | -               | -               | -               | -                  | -                  | -                  | -           | -           | -           | 38     | 0      |
| 2001-2002          | Barcellona          | PD                 | 3          | 0          | CR              | 1               | 0               | UCL                | 0                  | 0                  | -           | -           | -           | 4      | 0      |
| 2002-2003          | Barcellona          | PD                 | 13         | 1          | CR              | 1               | 0               | UCL                | 9                  | 0                  | -           | -           | -           | 13     | 1      |
| 2003-feb. 2004     | Barcellona B        | PD                 | 8          | 0          | -               | -               | -               | -                  | -                  | -                  | -           | -           | -           | 8      | 0      |
| Totale Barcelona B | Totale Barcelona B  | Totale Barcelona B | 71         | 0          |                 | -               | -               |                    | -                  | -                  |             |             |             | 71     | 0      |
| 2003-2004          | Albacete            | PD                 | 7          | 0          | CR              | 0               | 0               | -                  | -                  | -                  | -           | -           | -           | 7      | 0      |
| 2004-2005          | Barcellona          | PD                 | 5          | 0          | CR              | 1               | 0               | UCL                | 2                  | 0                  | -           | -           | -           | 8      | 0      |
| Totale Barcelona   | Totale Barcelona    | Totale Barcelona   | 21         | 1          |                 | 3               | 0               |                    | 11                 | 0                  |             |             |             | 35     | 1      |
| 2005-2006          | Mallorca            | PD                 | 33         | 1          | CR              | 1               | 0               | -                  | -                  | -                  | -           | -           | -           | 34     | 1      |
| 2006-2007          | Mallorca            | PD                 | 37         | 1          | CR              | 2               | 0               | -                  | -                  | -                  | -           | -           | -           | 39     | 1      |
| 2007-2008          | Mallorca            | PD                 | 36         | 0          | CR              | 6               | 0               | -                  | -                  | -                  | -           | -           | -           | 42     | 0      |
| Totale Maiorca     | Totale Maiorca      |                    | 106        | 2          |                 | 9               | 0               |                    | -                  | -                  |             | -           | -           | 115    | 2      |
| 2008-2009          | Siviglia            | PD                 | 31         | 0          | CR              | 8               | 0               | CU                 | 5                  | 0                  | -           | -           | -           | 44     | 0      |
| 2009-2010          | Siviglia            | PD                 | 29         | 0          | CR              | 6               | 0               | UCL                | 8                  | 0                  | -           | -           | -           | 43     | 0      |
| 2010-2011          | Siviglia            | PD                 | 30         | 0          | CR              | 6               | 0               | UCL+UEL            | 1+6                | 0+0                | SS          | 1           | 0           | 44     | 0      |
| 2011-2012          | Siviglia            | PD                 | 35         | 0          | CR              | 2               | 0               | UEL                | 2                  | 0                  | -           | -           | -           | 39     | 0      |
| 2012-2013          | Siviglia            | PD                 | 35         | 0          | CR              | 6               | 0               | -                  | -                  | -                  | -           | -           | -           | 41     | 0      |
| 2013-2014          | Siviglia            | PD                 | 24         | 0          | CR              | 2               | 0               | UEL                | 12+1               | 0                  | -           | -           | -           | 39     | 0      |
| 2014-2015          | Siviglia            | PD                 | 19         | 0          | CR              | 6               | 0               | UEL                | 6                  | 0                  | SU          | 1           | 0           | 32     | 0      |
| Totale Siviglia    | Totale Siviglia     | Totale Siviglia    | 203        | 0          |                 | 36              | 0               |                    | 41                 | 0                  |             | 2           | 0           | 282    | 0      |
| 2015-2016          | Deportivo La Coruña | PD                 | 35         | 0          | CR              | 0               | 0               | -                  | -                  | -                  | -           | -           | -           | 35     | 0      |
| 2016-2017          | Deportivo La Coruña | PD                 | 26         | 0          | CR              | 1               | 0               | -                  | -                  | -                  | -           | -           | -           | 27     | 0      |
| 2017-2018          | Deportivo La Coruña | PD                 | 15         | 0          | CR              | 1               | 0               | -                  | -                  | -                  | -           | -           | -           | 16     | 0      |
| Totale Deportivo   | Totale Deportivo    | Totale Deportivo   | 76         | 0          |                 | 2               | 0               |                    | -                  | -                  |             | -           | -           | 78     | 0      |
| Totale carriera    | Totale carriera     | Totale carriera    | 484        | 3          |                 | 50              | 0               |                    | 52                 | 0                  |             | 2           | 0           | 588    | 3      |

### Cronologia presenze e reti in Nazionale
| Cronologia completa delle presenze e delle reti in nazionale ― Spagna | Cronologia completa delle presenze e delle reti in nazionale ― Spagna | Cronologia completa delle presenze e delle reti in nazionale ― Spagna | Cronologia completa delle presenze e delle reti in nazionale ― Spagna | Cronologia completa delle presenze e delle reti in nazionale ― Spagna | Cronologia completa delle presenze e delle reti in nazionale ― Spagna | Cronologia completa delle presenze e delle reti in nazionale ― Spagna | Cronologia completa delle presenze e delle reti in nazionale ― Spagna |
| Data                                                                  | Città                                                                 | In casa                                                               | Risultato                                                             | Ospiti                                                                | Competizione                                                          | Reti                                                                  | Note                                                                  |
| --------------------------------------------------------------------- | --------------------------------------------------------------------- | --------------------------------------------------------------------- | --------------------------------------------------------------------- | --------------------------------------------------------------------- | --------------------------------------------------------------------- | --------------------------------------------------------------------- | --------------------------------------------------------------------- |
| 4-6-2008                                                              | Santander                                                             | Spagna                                                                | 1 – 0                                                                 | Stati Uniti                                                           | Amichevole                                                            | -                                                                     | 52’                                                                   |
| 18-6-2008                                                             | Salisburgo                                                            | Grecia                                                                | 1 – 2                                                                 | Spagna                                                                | Euro 2008 - 1º turno                                                  | -                                                                     |                                                                       |
| Totale                                                                |                                                                       | Presenze                                                              | 2                                                                     |                                                                       | Reti                                                                  | 0                                                                     |                                                                       |

## Palmarès

### Club

#### Competizioni nazionali
- Campionato spagnolo: 1

Barcelona: 2004-2005
- Coppa di Spagna: 1

Siviglia: 2009-2010

#### Competizioni internazionali
- UEFA Europa League: 2

Siviglia: 2013-2014, 2014-2015

### Nazionale
- Campionato d'Europa: 1

Austria-Svizzera 2008